# Miracle (Super Junior)
Miracle è un brano musicale della boy band sudcoreana Super Junior 05,  estratto come secondo singolo promozionale dall'album SuperJunior05 (TWINS), ed il terzo in generale. Il singolo è stato presentato durante la trasmissione Popular Songs della rete televisiva SBS il 12 febbraio 2006.

## Tracce
Download digitale
1. Miracle - 3:21